# Alpska poskočnica
Alpska poskočnica je v literarni zgodovini ime za obliko kitice, ki je sestavljena iz štirih daktilskih ali amfibraških dvostopičnih verzov z moškimi, ženskimi, redkeje z daktilskimi rimami: ali (U)-UU- ali (U)-UU-U ali –UU-UU. Teh pet tipov vrstic da preko dvajset kitičnih kombinacij. Danes se alpska poskočnica pojavlja v severni Sloveniji: na Gorenjskem, Koroškem in Štajerskem.

## Uvod
Ta oblika kitice se je razvila iz plesa štajriša, ki je k nam prišel iz avstrijskega ozemlja preko Koroške in se razširil v severozahodnem alpskem predelu Slovenije. Tja je moral priti najkasneje v prvi polovici 18. stoletja. Pravi areal alpskih poskočnic sega na Slovenskem južno do približne črte Gorica-Logatec-Ljubljana-Kamnik-Mozirje-Dravograd. 
Alpske poskočnice so dandanes razširjene po vseh slovenskih pokrajinah, najpogosteje se pojavljajo na Koroškem in Gorenjskem, najredkeje pa na Dolenjskem ter Notranjskem. Danes je oblika petega-instrumentalnega štajriša že po večini zamrla. Ples in pesem živita vsak zase samostojno življenje. Ohranil se je le na treh predelih, in sicer v zgornji savski dolini, v Solčavi z okoliškimi hribi v zgornji savinjski dolini in v Stahovici pri Kamniku. V četrtem predelu, v hribih nad mežiško dolino, se je do nedavna ohranil štajriš kot obredni svatbeni ples zvezan s pesmijo, ki dela videz daljše enotne pesmi v obliki dialoga med camarjem in družico, npr.:
Camar (ženinova priča):                                                    

Prelubi vi svatje,

le stopte na stran,

de mojo družico

po sredi peljam.  
Družica (nevestina prijateljica):

Ti doli po cesti

en vozek derdra

se gvišno moj camer

po krancel pelja.
Tudi v gorski dolini Podvolovljek in v Lučah žive poskočnice v obliki žive improvizacije, čeprav ne več zvezane s plesom, temveč s posebnim svatbenim običajem. Ob koncu svatbe mora sleherni med svati po vrsti zapeti zdravičko, t. j. pesem v obliki poskočnice, ob spremljavi glasbe. Po vsebini so to bodisi želje za srečo mladoporočencev, bodisi šale na račun drugih svatov ali godcev. Vsi ti podatki nam kažejo, da je splošno priznana prava domovina alpske poskočnice vzhodnoalpsko avstrijsko ozemlje, s plesom štajrišem, ki izvira prav tako od tam.

## Metrična oblika
Če analiziramo metrično strukturo ljudskih (neknjižnih) alpskih poskočnic, se pokaže, da kitice izhajajo iz kombinacij treh verzov, in sicer:
»daktilskega« četverca z akcentno shemo - U U | -, npr. Déčva povéj,
»daktilskega« peterca z akcentno shemo - U U | - U, npr. Jablane, hruške
»daktilskega« šesterca z akcentno shemo - U U | - U U, npr. Hodci, le hodite
Navedeno jedro vseh treh verzov je nespremenljivo. Edini spremenljivi element pri njih je ta, da se četverec in peterec večkrat uvajata z nenaglašenim zlogom (anakruzo), včasih pa tudi z dvema nenaglašenima zlogoma (dvojno anakruzo). Uporaba anakruze v začetnih verzih je le fakultativna, torej je le nenujni element verza ljudskih pesmi, tako v poskočnicah kot v vseh drugih metričnih strukturah naše ljudske poezije. Te tri vrste verzov so dale 27 kitičnih kombinacij, t. j. 27 vrst kitic. Če neknjižnim oblikam prištejemo še knjižne, dobimo okoli 1296 knjižnih alpskih poskočnic.
Ustaljene tipe ljudske alpske poskočnice lahko razdelimo v vsaj tri skupine:
1.	Skupina 5 + 4 (praviloma z anakruzama)
Ljudski daktilski četverec in peterec imata pogosto predtakt. To je tudi najpogostejši tip ljudske poskočnice. Ilustrativen je sledeči primer, kjer je predtakt nič-, eno- in dvozložen, zato je osnovna shema D (daktil) 5454 (predtakt zaznamuje odebeljeni tisk, je vedno enak, t. j. vedno prisoten ali vedno odsoten) razširjena za en ali dva zloga.
Saj nisem koj sama        

U-UU-U

Anzidlarca!                       

-UU-

Je tud španinja moja,   

UU-UU-U

Ki nema poba.                

U-UU-
Valentin Vodnik pa je veliko eksperimentiral in je obliko D 5454 na več načinov spreminjal. Tako je, npr. iz osnovne oblike Amf 6565 naredil varianto D 5 Amf 5 D 5 Amf 5. Primer doslednega prepletanja daktila in amfibraha:
Jablane, hruške        

-UU-U

in druge cepé       

U-UU-

cépi v mladosti,     

-UU-U

za stare zobe.     

U-UU-
(Mali traven)
2.	Skupina 6 +4 (dvojici 66 in 64 brez anakruz)
Déčva na sréd morja,

– U U U – U

ráda bi mója bla,

-UU – UU

jáz sem pa fántič mlad,

-U U – UU

ki jo imam rád.

UU – U
3.	Skupina 6 + 5 (dvojici 65 in 66 brez anakruz)
Jés mam tri lúbice,

- UU – UU

vé tri bogáte,

- UU – U

éna ma tólarje,

- UU – UU

drúga dukáte.                         

-UU – U

## Knjižna alpska poskočnica pri Vodniku in Prešernu
Ljudsko alpsko poskočnico sta prevzela Vodnik, Prešeren idr. Vodnik je poskočnico poznal iz ljudske pesmi, ki je bila doma na Gorenjskem. Tako jo lahko zasledimo v napisih za mesece in v daljših pesmih, in sicer Zadovolni Kranjc, Pesmi na moje rojake, pripovedi Milica milena, odi Napoleonu Ilirija oživljena ter v avtobiografski Moj spomenik. Iz alpske poskočnice je naredil precej kombinacij, in sicer glede na to, kakšna je anakruza (0- ali 1-zložna) in kakšen je konec verza, npr.:
Amf 11	M	1 + 1	Amf 6 + Amf 5	U–UU–U/U–UU-	Iz burjo me Štajerc po zimi hladi
Amf 11	Ž	1 + 0	Amf 6 + D 5	U-UU-U/-UU-U	Navada je novu letu vošit
Nasprotno pa se alpska poskočnica pri Prešernu pojavlja manjkrat. V kratki obliki (Amf 6 in Amf 5) jo ima v pesmih V spomin Valentina Vodnika in Ondan si začela ter v nekaterih epigramih, v dolgi obliki (Amf 11) v Svetem Senanu, predelano obliko pa v Povodnem možu.

## Kratka in dolga oblika
Kratkost verzov je razlog za velikanski razmah ljudske fantazije in verzifikacije v poskočnicah. Pevec-improvizator namreč te kratke verze z lahkoto obvlada. Ko se je poskočnica ločila od plesa in improvizacije, se je spremenila tudi njena oblika. Tako se je poskočnica s shemo 54-54, ki je bila najpogostejša oblika in se je vse bolj utemeljevala kot norma, zlila v en sam verz, v »daktilski« deseterec 10, ki ima sicer največkrat že v sredini sled cezure kot sled bivšega mejnika med dvema verzoma. Nastale so pesmi v kiticah s po štirimi deseterci (10-10-10-10), z rednimi anakruzami v začetku desetercev ali pa stalno brez anakruz, npr.:
Oj kaj si je zmislâ naš svetli cesár?

Za pet regimentov je fantov sebral;

vse lepe, vse fletne, vse mlade pajbé,

oh kaj bom začela jaz vbogo deklé. 
Razvoj je prinesel še dve dopolnitvi. Pri prvi spremembi gre za skrajšanje zadnjega deseterca v kitici v obliko daktilskega sedmerca, s tem dobi kitica bolj ritmično zaokroženo obliko (10-10-10-7), npr.:
Preljubljeno dekle le nič ne žaluj,

poglej, sam tvoj pobič stoji pred teboj;

otrni si solze, korajžno zapoj,

še danes grem v farof s teboj.
Pri drugi dopolnitvi pa se tretji verz razcepi v dve polovici, v dva četverca, peterca ali šesterca, ki se rimata med seboj in z zadnjim verzom 10-10-4(5, 6)-4(5, 6)-7(10), npr.:
Pobič sem star šele osemnajst let,

Cesar me hoče hoče k vojakom imet.

Kako bom soldat,

k sem pobič premlad,

k ne morm še puške držat!
Tako dobimo iz zlitih desetercev zopet stare četverce, peterce in šesterce, vendar gre sedaj za dolge pesmi z dolgimi napevi. 
Tudi Vodnik je v svojih pesnitvah najprej uporabil dolge, štiristopične verze, ki imajo cezuro.  Kasneje je pri cezuri verz razpolovil in dobil iz prvotnih dvovrstičnih kitic štirivrstičnice. Tako so bili Zadovolni Krajnc in napisi za mesece prvotno napisani v dolgi obliki. Prvotna oblika Zadovolnega Krajnca:
ZADOVOLNE KRAJNC

Men' sonce iz straže Hrovatske gor' pride

U – U U – U U – U U - U

in' na Korotanu za hribe zajide,

U U U U – U U – U U - U

iz burjo me Štajerc pozimi hladi,

U – U U – U U – U U -

iz jugam mi Lah poljet' čelu puti.

U – U U – U - - U U -
Skrajšana oblika:
ZADOVOLNI KRAJNC

Od straže hrvaške

U – U U - U

gor sonce mi pride,

U – U U - U

v nograde laške

U – U U - U

popoldne zaide;

U – U U - U

z Beneškega morja

U – U U - U 

jug čelo poti,

U – U U -

od Štajerca borja

U – U U - U

per del' me hladi.

U – U U -